# Methia lineata
Methia lineata là một loài bọ cánh cứng trong họ Cerambycidae.